# 马可尼环形山
马可尼环形山(Marconi)是位于月球背面赤道区附近的一座大型撞击坑，约形成于早雨海世，其名称取自意大利无线电工程师及企业家古列尔莫·马可尼(1874年-1937年)，1970年被国际天文学联合会正式批准接受。

## 描述

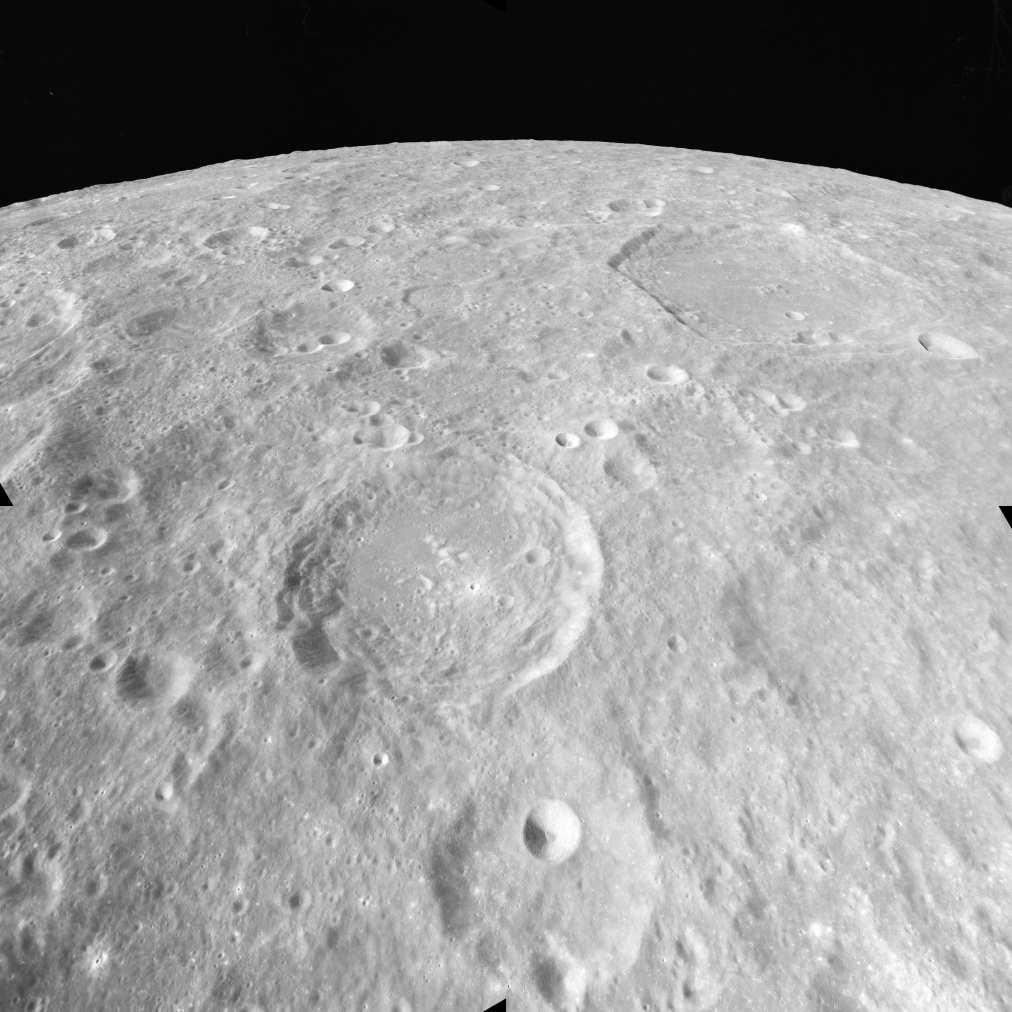
阿波罗17号拍摄的马可尼环形山(图中略偏左)

该陨坑西北毗邻德林杰环形山；北面坐落着维尔耶夫陨石坑和范登博斯陨石坑；恰普雷金环形山位于它的东北；东南则为拜耶林克环形山，而丹宁陨石坑和肖夫内环形山分列于西南偏南和西南偏西处。马可尼环形山的中心月面坐标为9°29′S 145°12′E / 9.48°S 145.2°E，直径72.9公里，深度2.8公里。
该环形山外形呈圆状，南北二端各有一处向外突出的小尖角，受侵蚀和磨损程度较低。外侧壁仅覆盖有少量细小的撞击坑，南侧显示略有塌陷，陨坑内侧壁仍保留有阶地状结构；坑壁平均高出周边地形1310米，内部容积约4800公里3。坑底北部相对平坦，可能覆盖有熔岩，而南部区地形则较为崎岖，东南地表上坐落着二座碗状的小陨坑，中心点附近数座小山丘构成了低矮的中央隆起区，其它地区则散布着一些细小的月坑。
在1970年被国际天文学联合会命名前，马可尼环形山曾被称作“陨石坑 295”。

## 卫星陨石坑
按惯例，最靠近马可尼环形山的卫星坑在月图上以字母标注在该坑中心点的旁边。

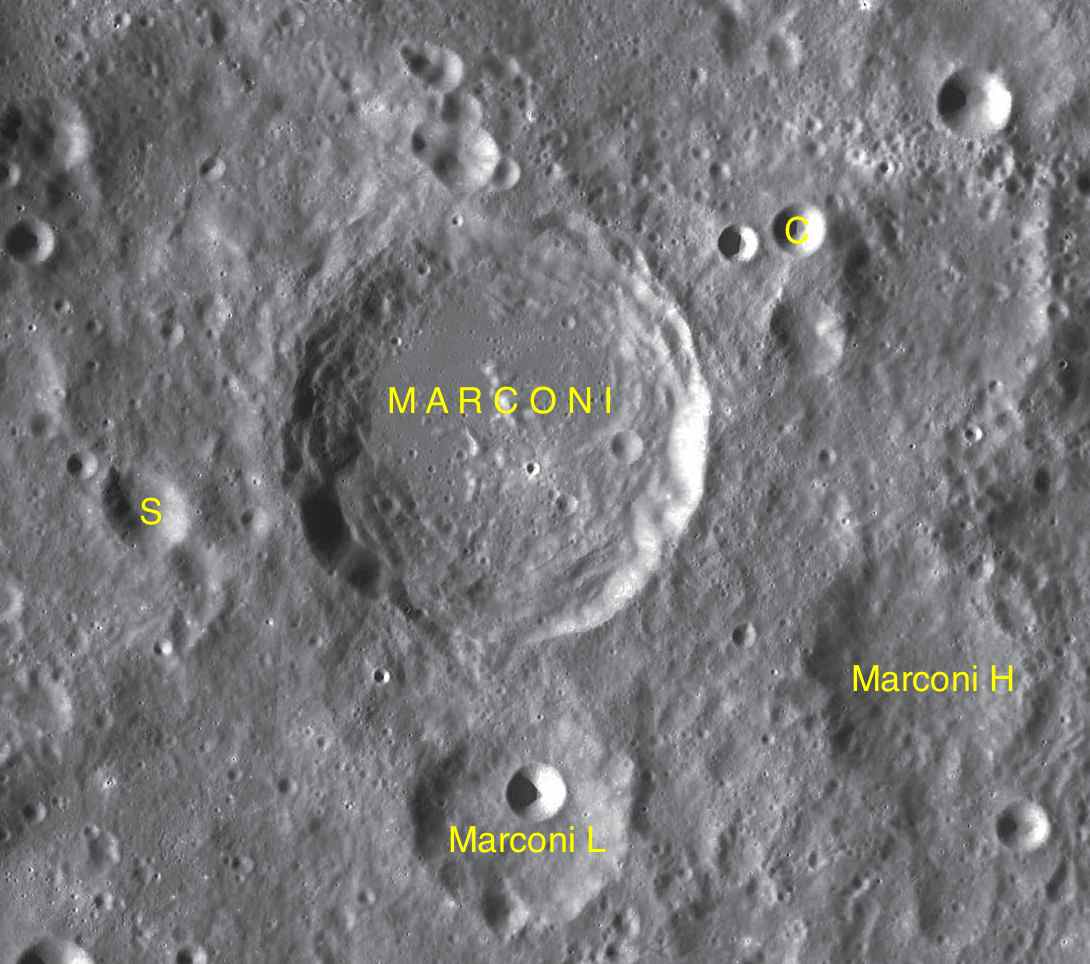
LAC-84 月图

| 马可尼 | 纬度    | 经度     | 直径    |
| ------ | ------- | -------- | ------- |
| C      | 8.4° S  | 146.8° E | 9 公里  |
| H      | 11.0° S | 147.5° E | 41 公里 |
| L      | 11.7° S | 145.3° E | 38 公里 |
| S      | 10.0° S | 143.1° E | 14 公里 |

- 卫星坑"马可尼 L"形成于酒海纪[1]。